# Plaza de Miguel Salamero

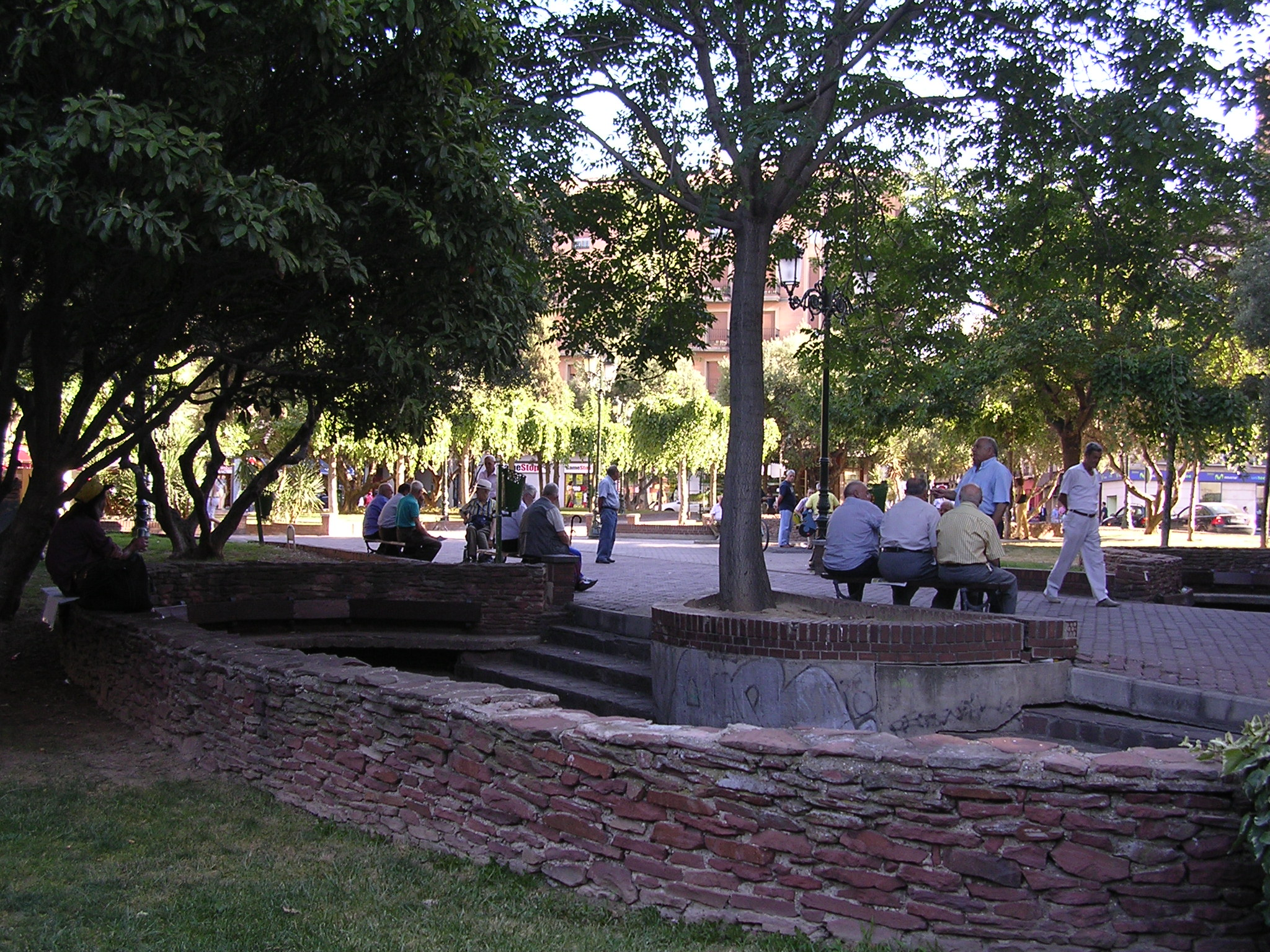
Plaza de Salamero o plaza del Carbón

La plaza de Miguel Salamero es una céntrica plaza de Zaragoza (Aragón, España). Popularmente conocida también como plaza del Carbón, recibe su nombre oficial en honor a Miguel Salamero, defensor de la ciudad en los sitios de Zaragoza y vecino del barrio de San Pablo.
En esta misma zona se encontraba, después de la reconquista de Zaragoza por Alfonso el Batallador, una de las morerías de la ciudad. La plaza se conocía entonces como "Plaza de la Alfondiga".
Ya en el siglo XII se establecieron diferentes conventos de órdenes religiosas. Destaca el convento de San Ildefonso de los dominicos año (1522) que después de la desamortización fue también Hospital Militar de la ciudad. Todavía se conserva la iglesia anexa, la iglesia de San Ildefonso, declarada Monumento Nacional en el año 1975.
Importante también era el convento de Santa Fe (1553), construido sobre el solar de la antigua mezquita mayor de la morería. Este último fue defendido por Miguel Salamero en la Guerra de la Independencia, cuando la zona era conocida como Huerta de Santa Fe. Durante la segunda mitad del siglo XIX se convirtió en Museo y Academia de Artes Bellas.